# Сакскобургготски
Сакскобургготски e български владетелски род от Третото българско царство. Произхождат от унгарския клон Сакс-Кобург и Гота-Кохари на германската херцогска династия Сакс-Кобург и Гота, клон на династията Ветини.

## Князе на България (1887 – 1908)
- Фердинанд I (1887 – 1908)

## Царе на България (1908 – 1946)
- Фердинанд I (1908 – 1918)
- Борис III Обединител (1918 – 1943)
- Симеон II (1943 – 1946)

## Настоящи князе и княгини и техните деца
- Княз Кардам Търновски
  - Княз Борис Търновски – престолонаследник
  - Белтран Търновски
- Княз Кирил Преславски
  - Мафалда-Сесилия Преславска
  - Олимпия Преславска
  - Тасило Преславски
- Княз Кубрат Панагюрски
  - Мирко Панагюрски
  - Лукас Панагюрски
  - Тирсо Панагюрски
- Княз Константин Асен Видински
  - Умберто Видински
  - София Видинска
- Княгиня Калина Българска
  - Симеон-Хасан Муньос

## Галерия
- Княз Фердинанд I (седналият), 1889, София
- Княгиня Мария Луиза Бурбон Парма, София
- Сватбата на княгиня Мария Луиза и княз Фердинанд
- Царица Елеонора, втората съпруга на цар Фердинанд I
- Сватбата на царица Елеонора с Фердинанд, Кобург 1908
- Цар Борис III
- Царица Йоана, принцеса Ди Савоя
- Сватбата на царица Йоана с Цар Борис III в Азиси, 1930
- Царица Маргарита